# Пост 5647 км (остановочный пункт)
Пост 5647 км — остановочный пункт Восточно-Сибирской железной дороги на Транссибирской магистрали.
Расположен в Железнодорожном районе города Улан-Удэ (Бурятия) на 5667 км Транссиба на правом берегу реки Уды.

## История
В 2012 году через пост прекращено пригородное движение поезда Улан-Удэ — Горхон по Транссибирской магистрали. В 2014 году отменены электрички Улан-Удэ — Петровский Завод. С мая 2017 года возобновлено движение электропоезда Улан-Удэ — Петровский Завод (с мая по октябрь, дважды в неделю).

## Пригородное сообщение по остановочному пункту
| № поезда | Маршрут движения            | № поезда | Маршрут движения            |
| -------- | --------------------------- | -------- | --------------------------- |
| 6649     | Петровский Завод — Улан-Удэ | 6650     | Улан-Удэ — Петровский Завод |
| 6651     | Петровский Завод — Улан-Удэ | 6652     | Улан-Удэ — Петровский Завод |